# Blauet nan de Nova Irlanda
El blauet nan de Nova Irlanda (Ceyx mulcatus) és una espècie d'ocell de la família dels alcedínids (Alcedinidae) que habita les illes de Nova Hannover, Nova Irlanda i Lihir, a l'arxipèlag de Bismarck.